# Kittendorf
Kittendorf est une commune située dans l'arrondissement du Plateau des lacs mecklembourgeois en Mecklembourg-Poméranie-Occidentale, Allemagne.

## Architecture
- L'église de Kittendorf date du XIIIe siècle
- Le château de Kittendorf, désormais hôtel, a été reconstruit au XIXe siècle.